# Port de Ningbo-Zhoushan
El port de Ningbo-Zhoushan és el port més ocupat del món pel que fa a les tones de càrrega. Va tractar 1.120,09 milions de tones de càrrega el 2019. El port es troba a Ningbo i Zhoushan, a la costa del mar de la Xina Oriental, a la província de Zhejiang, a l'extrem sud-est de la badia de Hangzhou, a través de la qual es comunica amb el municipi de Xangai.
El port es troba a la cruïlla de la ruta marítima interior i costanera nord-sud, inclosos els canals cap a la important via fluvial interior cap a la Xina interior, el riu Yangtze, al nord. El port consta de diversos ports que són Beilun (port marítim), Zhenhai (port de l'estuari) i l'antic port de Ningbo (port fluvial interior).
L'operador del port, Ningbo Zhoushan Port Co., Ltd. (NZP), és una empresa cotitzada, però amb un 76,31% de propietat estatal Ningbo Zhoushan Port Group Co., Ltd., a 30 de juny de 2017.

## Història
El port de Ningbo es va establir el 738 durant la història antiga de la Xina. Durant la dinastia Tang (618-907), va ser conegut com un dels tres principals ports marítims de comerç exterior amb el nom de "Mingzhou", juntament amb Yangzhou i Canton.
A la dinastia Song, es va convertir en una de les tres principals ciutats portuàries de comerç exterior, juntament amb Guangzhou i Quanzhou. Va ser designat com un dels "cinc ports del tractat" juntament amb Guangzhou, Xiamen, Fuzhou i Shanghai després del tractat de Nanjing de 1842 que va posar fi a la Primera Guerra de l'Opi.
El 2006, el port de Ningbo es va fusionar amb el veí port de Zhoushan per formar un centre combinat de manipulació de càrrega. El port combinat de Ningbo-Zhoushan gestionava un volum total de càrrega de 744.000.000 de tones mètriques de càrrega el 2012, convertint-lo en el port més gran del món en termes de tonatge de càrrega, superant per primera vegada el port de Xangai.

## Comerç econòmic
El port de Ningbo-Zhoushan participa en el comerç econòmic amb l'enviament de mercaderies, matèries primeres i productes manufacturats des d'Amèrica del Nord i del Sud i Oceania. Té comerç econòmic amb més de 560 ports de més de 90 països i regions del món. És un dels creixents ports de la Xina amb un volum de càrrega superior als 100 milions de tones anuals.
La qualitat de l'aigua al port de Ningbo-Zhoushan s'ha contaminat greument en els darrers deu anys, a causa de l'escala massiva de trànsit marítim en constant funcionament.

### Infraestructura portuària
El complex del port de Ningbo-Zhoushan és un modern port polivalent d'aigües profundes, format per ports d'interior, d'estuari i costaners. Hi ha un total de 191 amarratges, inclosos 39 amarratges d'aigües profundes amb un tonatge de 10.000 o més.
Els ports més grans inclouen una terminal de petroli cru de 250.000 tones i un amarratge de càrrega de mineral de més de 200.000 tones. També hi ha una terminal construïda específicament per a vaixells portacontenidors de sisena generació i un amarrador de 50.000 tones dedicat a productes químics líquids.